# Mikael Martin

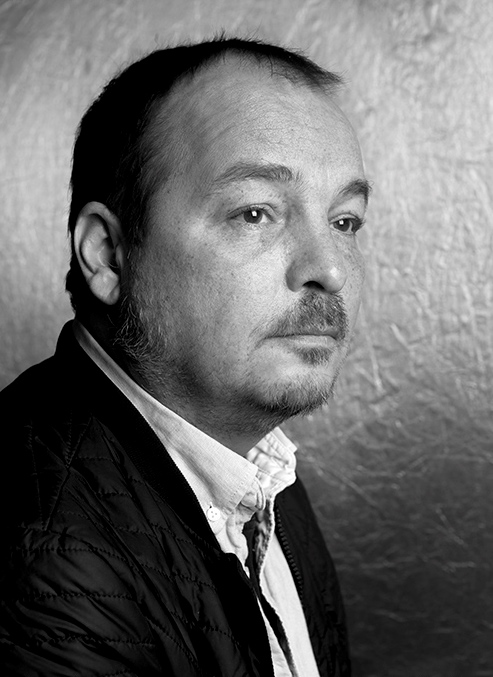
Mikael Martin

Mikael „Mike“ Martin (* 15. November 1967 in Leiden, Niederlande) ist ein niederländischer Schauspieler und Theaterregisseur.

## Leben
Martin wurde 1985 in Deutschland durch seine Hauptrolle in der Jugendserie Bas-Boris Bode bekannt. Nach dem HAVO-Diplom studierte er an der Theaterakademie Maastricht. Er ist in einem Amsterdamer Theater als Regisseur tätig. Als Schauspieler war er nur noch zwischen 1992 und 1997 mit Gastrollen in verschiedenen niederländischen Fernsehserien tätig.

### Bas-Boris Bode
Für die Hauptrolle des Bas-Boris Bode suchten die Produzenten einen Eishockeyspieler. Bei einem Casting konnte sich der damals 16-jährige Martin durchsetzen und überzeugte bei seinem Schauspieldebüt, auch wenn er aufgrund seiner mangelnden Deutschkenntnisse vom bekannten Hörspielsprecher Oliver Rohrbeck synchronisiert wurde.
Bei Probeaufnahme wurde festgestellt, dass Martin über eine gute Stimme verfügte. Aufgrund dessen durfte er sowohl das Titellied „Bas-Boris Bode“ als auch den Titel „Me Myself And I“ singen. Die beiden von Robert Pferdmenges und Jiří Kanzelsberger produzierten Songs erschienen 1985 als Singles und auf dem Soundtrack zur Serie.

## Filmografie
- 1985: Bas-Boris Bode
- 1992: „Zonder Ernst“ (Fernsehserie)
- 1994: „Onderweg naar morgen“ (Fernsehserie)
- 1995: „The Way to Dusty Death“ (Fernsehfilm)
- 1997: „Kees & Co.“  (Fernsehserie)

## Diskografie
- 1985[1]

- „Bas-Boris Bode“
- „Me Myself And I“